# Ewald Georg von Kleist

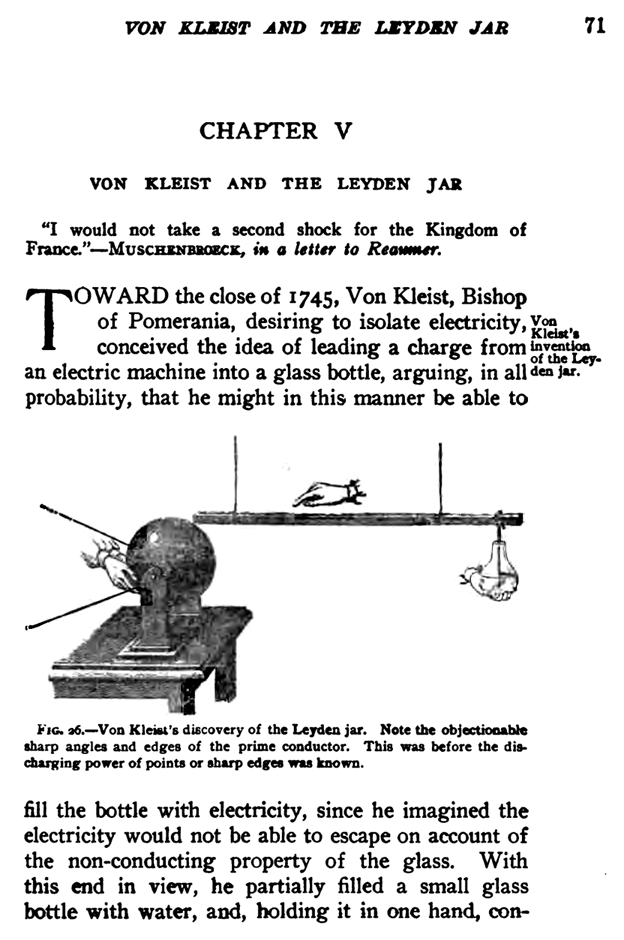
Descrierea şi desenul lui Kleist al buteliei de Leyda.

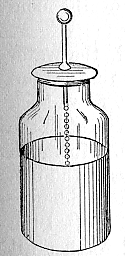
Descrierea şi desenul lui Kleist al invenţiei buteliei de Leyda.

Ewald Georg (sau Jürgen) von Kleist (n. 10 iunie 1700, Vietzow, Pomerania Posterioară – d. 11 decembrie 1748) a fost un jurist, cleric luteran și fizician german.
A studiat jurisprudența la Universitatea din Leipzig și la Universitatea din Leiden și a devenit interesat de electricitate sub influența lui Willem Jacob 's Gravesande. Din 1722-1745 a slujit la catedrala din Kammin din Prusia, după care a devenit președinte al curții regale de justiție din Köslin.
Pe 11 octombrie 1745 a inventat, independent de Pieter van Musschenbroek din Leiden, un student absolvent al lui Gravesande, ceea ce avea să se numească butelia de Leyda, deși ea a purtat și numele de butelie kleistiană.